# Günter Ofner
Günter Ofner (* 13. November 1958 in Wien) ist ein österreichischer Politiker, Atomgegner, Genealoge und Autor. Er ist Gründer und Präsident des Vereins Familia Austria, des größten genealogischen Vereins auf dem Gebiet des ehemaligen Österreich-Ungarn.

## Biografie
Ofner ist der zweite Sohn des Bundesbeamten Alois Ofner (1906–1996) und der Lehrerin Margaretha Ofner (1922–1996), Enkel von Johann Ofner (Bauernvertreter) und Bruder von Helmut Ofner. Er besuchte in Wien die Volksschule und maturierte 1977 am Bundesrealgymnasium Wien XVIII – Schopenhauer Gymnasium. Er studierte einige Semester lang Medizin und dann Völkerkunde an der Universität Wien. 1983–1984 absolvierte er seinen Zivildienst in der Volkshochschule Brigittenau in Wien 20. Bezirk. Dort hielt er in der Folge auch Kurse zur Sprachgeographie.
Von 1986 bis 2011 war Ofner Beamter des gehobenen Dienstes und Sachbearbeiter der Post- und Telegraphenverwaltung (PTV) der Republik Österreich sowie nach deren Privatisierung der Telekom Austria.
Ofner war einer der Begründer der Grünbewegung in Österreich, bereits in der Antiatom-Bewegung vor der Volksabstimmung 1978 aktiv.
Von 1978 bis 2001 war er Mitglied und Aktivist eines Menschenrechtsvereins.
Bei der Nationalratswahl 1983 war Ofner Kandidat und Wahlkampfleiter der Vereinte Grüne Österreichs (VGÖ), der damals führenden Grünpartei in Österreich.
Danach begründete er gemeinsam mit Konsul Alois Englander und Heinrich Noller die Gruppe Grüne Demokraten und war Chefredakteur deren Zeitung von 1983 bis 2001. Ofner kehrte 1990 in die VGÖ zurück und wurde dort Generalsekretär und Vorsitzender der Landesgruppe Wien. Er war von 1991 bis 1996 Mitglied der Bezirksvertretung Währing in Wien und von 1991 bis 1995 Mitglied des Zentralausschusses der Österreichischen Hochschülerschaft und dort Menschenrechtssprecher. 1994, nach einer Kontroverse über die politische Ausrichtung, spaltete er sich mit den Landesgruppen, die einen Kurs der Mitte weitergehen wollten (Wien, Niederösterreich, Tirol mit dem Landesvorsitzenden Georg Willi, Steiermark) ab und wurde zu einem der Gründer und Generalsekretär der Partei Bürgerliche Grüne Österreichs (BGÖ), die bis 1998 aktiv war. 1995 initiierte er das Volksbegehren für ein atomfreies Österreich das 1996 erfolgreich durchgeführt wurde und letztlich 1999 in ein gleichnamiges Bundesgesetz mündete. Danach zog sich Ofner aus der Politik zurück.
Ofner begründete 2003, gemeinsam mit Helmuth Tautermann den Wiener Genealogen-Stammtisch, der sich mit seinen vielen Veranstaltungen, Vorträgen und Führungen rasch zum Zentrum der Genealogie im Osten Österreichs entwickelte.
2007 initiierte er die Erfassung aller Sterbelisten aus der historischen Wiener Zeitung von 1703 bis 1898, ein Projekt mit 113 ehrenamtlichen Mitarbeitern, das 2016 erfolgreich abgeschlossen wurde und inzwischen mehr als zwei Millionen Datensätze (Verstorbene) umfasst. Ofner und 13 weitere Mitarbeiter wurden dafür im Jänner 2017 bei einer Festveranstaltung im Wiener Rathaus ausgezeichnet.
Aus diesem Projekt heraus gründete Ofner, gemeinsam mit sechs Kolleginnen bzw. Kollegen den Verein Familia Austria, der rasch zum führenden und mitgliederstärksten genealogischen Verein auf dem Gebiet des historischen Österreich-Ungarns aufgestiegen ist.
Seit 2004 hat Ofner in Österreich, Deutschland, Tschechien und Ungarn hunderte Vorträge zu den Themen Genealogie und Geschichte gehalten, seit 2020 (Corona-Verbote) über das Internet. Die von ihm geleitete wöchentliche virtuelle Vortragsreihe von Familia Austria ist mit durchschnittlich 100 bis 300 Teilnehmern die bestbesuchte deutschsprachige genealogische Vortragsreihe im Internet.

## Publikationen (Auswahl)
- Genealogisch relevante Materialien im Diözesanarchiv St. Pölten. In: Gesammelte Beiträge für Genealogen, Historiker und Heimatforscher. Schrift Nr. 1 von Familia Austria, 2011
- Die Vielsprachigkeit der Habsburgermonarchie. 2015
- Evangelische Gemeinden im alten Österreich nach dem Toleranzpatent von 1781. 2015
- Griechisch-Katholische Gemeinden im alten Österreich. 2015
- Die Altkatholiken im alten Österreich. 2015
- Armenische Gemeinden im alten Österreich nach dem Toleranzpatent von 1781. 2015
- Jüdische Gemeinden im alten Österreich nach dem Toleranzpatent. 2015
- Konfessionslose im alten Österreich. 2015
- Die kleinen christlichen Kirchen im alten Österreich. 2015
- Die sprachliche Zusammensetzung Wiens zwischen 1850 und 1918. 2016
- Hausnummern im alten Österreich. 2016
- Was war DAMALS anders? 2016
- Schriftarten (Alphabete) im alten Österreich. 2016
- Die Umgangssprachen der Habsburgermonarchie in Mitteleuropa ab 1521. 2016
- Orthodoxe Gemeinden im alten Österreich nach dem Toleranzpatent von 1791. 2016
- Die Matrikenordnung von 1784 von Kaiser Joseph II. 2016
- Der schwierige Weg der Brüderkirche. 2016
- Woher und warum wanderten Deutsche in die Böhmischen Länder ein? 2016
- Johann Ofner (1802–1875), Bürgermeister von Weinhaus. In: Unser Währing, Viertelsjahresschrift des Museumsvereins Währing. 51. Jahrgang, 2016, 4. Heft
- Meldewesen im alten Österreich. 2016
- Pfarrchronik Asperhofen 1854–1962. Schrift Nr. 5 von Familia Austria, 2017
- Die Mechanismen und Nutznießer der Migration. 2017 bzw. 2019
- Spuren des Krieges, Soldaten, Marketenderinnen und Kriegsgewinnler. In: Computergenealogie, Magazin für Familienforschung. 32. Jahrgang, Heft 4/2017
- Seuchen und Krankheiten. In: Computergenealogie, Magazin für Familienforschung. 32. Jahrgang, Heft 4/2017
- Menschenströme. Einwanderer nach und Auswanderer aus Böhmen, Mähren und Schlesien zwischen 1500 und 2004 eine Übersicht. In: Sudetendeutsche Familienforschung. Band XV, Heft 3, Juni 2020
- Der Türkenkrieg 1683 im Amt Lanzendorf. In: Catalogus Captivorum Christianorum. Schrift Nr. 7 von Familia Austria, 2020
- Ahnenforschung im alten Österreich. (gemeinsam mit Ursula Faustmann), Ratgeber Nr. 1 von Familia Austria, 2023
- Alte Schriften lesen. Ratgeber Nr. 2 von Familia Austria, 2023
- Quellen abseits der Matriken. Ratgeber Nr. 3 von Familia Austria, 2023
- Der Beginn der Neuzeit, 1450 – 1453 – 1492 – 1513 – 1517, Anlässe, Mechanismen, wechselseitige Beeinflussung und ihre Bedeutung für die Genealogie, Eine kleine Betrachtung samt einiger Spaziergänge durch die Geschichte. 2024
- Ein Schweinfurter Spengler namens Scipio ging nach Österreich. (gemeinsam mit Dietger Braun), In: Getreu in Glück und Not; Schicksale in Niederösterreich. Schrift Nr. 19 von Familia Austria, 2024